# 天冬氨酸转氨甲酰酶
天冬氨酸转氨甲酰酶（英語：Aspartate carbamoyltransferase，EC 2.1.3.2，简称为ATCase）是嘧啶核苷酸从头合成中很重要的一个酶，它催化的是天冬氨酸与氨甲酰磷酸生成氨甲酰天冬氨酸和磷酸的反应。

## 动力学
作为别构酶的典型例子。v-[S]图为S型，而不是一般米-门二氏酶的双曲线形，希尔系数>1。这表明，ATC酶的活性随底物浓度增加而增加，具有正协同性。
ATC酶的活性受嘧啶合成终产物CTP的反馈抑制，这主要发生在反应的最初阶段。同时也受到ATP的激活，以调和嘌呤/嘧啶核苷酸的合成。

## 结构与别构效应
据William Lipscomb的X线分析结果，大肠杆菌的ATC酶结构为C6R6，共由12个亚基组成。其中催化亚基由两个三量体C3，调节亚基由三个二量体R2组成。两个催化三量体构成该酶的两个主要面，调节二聚体构成酶的几个角，呈三角形。
经过分离的C3同样具有活性，且Vmax大于原ATC酶，并显示出无协同性的饱和曲线。也不受ATP/CTP影响。而分离的R2可与别构调节子结合，但不具有催化作用。这证明了原ATC酶中催化亚基与调节亚基相互作用并控制反应活性。
据别构调节假说，活化剂ATP优先与ATC酶的活性型（R），抑制剂CTP则优先与其非活性型（T）结合。
该酶的竞争性抑制剂为N-膦乙酰基-L-天冬氨酸（PALA）。他不具有反应性，但只与活性型结合。

## 外部連結
- 醫學主題詞表（MeSH）：Aspartate+carbamoyltransferase